# 久志卓真
久志 卓真（くし たくしん、1898年 - 1973年11月1日）は、日本の音楽家・音楽評論家、書画骨董の研究者、鑑識家。

## 来歴
1898年（明治31年）、北海道旭川市の智山派寺院に生まれ、智山勧学院に入学、平田元吉や西田幾太郎の講義から影響を受けた。6歳から仏典・漢籍を父に仕込まれた為、12歳にして伝法灌頂を授かる。中学1年生からはヴァイオリンを習い、川島栄三郎より本格的に稽古を受けてヴァイオリニスト・作曲家としての知名度を上げ、京都基督教青年会音楽学校のヴァイオリン科主任教師となる。
1923年（大正12年）夏に過労から喀血して演奏・作曲の一線から身を引き、門下育成・執筆活動へと転向する。京都帝国大学内京都文学会発行の『芸文』へ「ベートーヴェンとスザンヌ」「未来派及び表現派の絵画の陥れる本質的誤謬を指摘して絵画の本質に及ぶ」の発表を契機に、『音楽新潮』へ音楽の批評・解説を執筆する。古美術は10歳位の頃から古銭収集を始めており、家へ骨董屋の出入りが多かった関係で書画・陶器へ引き込まれ、中学3・4〜5年の頃に軸は百幅を集めるまでになっていた。
陶器・七宝・漆器類は1930年（昭和5年）に三越で李朝高麗展で李朝陶磁の魅力に惹かれたことをきっかけに壺中居を紹介してもらい関係が始まり、後に梅沢彦太郎を紹介してもらい中国陶磁の妙趣を知り研究が始まる。明初のものに興味を持ったのは1928年（昭和3年）頃である。
陶磁に関する執筆は1939年（昭和14年）12月の『茶わん』誌上からで、『古美術』『やきもの』『日本美術工芸』『陶説』への著述も多数に上る。『陶説』編集責任者、日本陶磁協会理事等を務めた。

## 著書
- 『現代音楽論』高陽書院、1937年
- 『朝鮮工芸展展覧会図録』文明商店、1941年
- 『図説朝鮮美術史』文明商店、1941年
- 『支那の陶磁』宝雲舎、1942年
- 『支那上代文化史』宝雲舎、1943年
- 『支那明初陶磁図鑑』宝雲舎、1943年
- 『朝鮮の陶磁』宝雲舎、1944年
- 『工芸の古典と新精神』宝雲舎、1947年
- 『仏教美術の鑑賞』太和堂、1947年
- 『中國の染付と赤絵』河原書店、1949年
- 『清朝陶磁』日本陶磁協会、1953年
- 『明代の染付と赤絵』創芸社、1953年（共著）
- 『中国陶磁 青瓷篇』元々社、1954年
- 『骨董遍歴』昭森社, 1963年
- 『中国陶磁奥義』徳間書店、1964年
- 『明初陶磁図鑑』雄山閣、1968年（『支那明初陶磁図鑑』の増補）
- 『乾山』雄山閣、1972年
- 『朝鮮の陶磁』雄山閣、1974年
- 『楠部彌弌展』朝日新聞社、1980年

## 関連書籍
- 久志ヤヱ子『久志卓真選書』久志美術館、1979年

## 関連人物
- 久志八重子（妻）
- 梅沢彦太郎
- 廣田不孤斎
- 加藤唐九郎
- 小山富士夫
- John Alexander Pope